# Erythrops africana
Erythrops africana är en kräftdjursart som beskrevs av O. Tattersall 1955. Erythrops africana ingår i släktet Erythrops och familjen Mysidae. Inga underarter finns listade i Catalogue of Life.